# Betül Durmaz
Betül Durmaz (* 12. August 1968) ist eine deutsche Lehrerin und Buchautorin.

## Leben und Wirken
Durmaz’ Eltern stammen aus der Türkei. Im Alter von zwei Jahren zog Durmaz mit ihren Eltern und ihrem Bruder, dem Schauspieler Ercan Durmaz, in den Bochumer Stadtteil Wattenscheid. Nach dem Abitur war sie zunächst Flugbegleiterin bei der Deutschen Lufthansa, ehe sie 1993 ein Lehramtsstudium für Sonderpädagogik aufnahm. 2000 wurde sie Lehrerin an der Malteserförderschule in Gelsenkirchen. Bekannt wurde sie, als sie ihre dortigen Erfahrungen als Lehrerin ausländischer Kinder in dem Buch „Döner, Machos und Migranten“ verarbeitete.
Die TalentMetropole Ruhr zeichnete die Schulleiterin Betül Durmaz am 11. November 2021 mit dem „RuhrTalentAward“ aus.
Für ihren engagierten und innovativen Einsatz als Schulleiterin in Essen, die sich besonders für die Aus- und Weiterbildung von Flüchtlingskindern einsetzt, wurde Betül Durmaz prämiert.
Im letzten Jahr musste die Preisverleihung coronabedingt ausfallen; deshalb wurden bei der diesjährigen Preisverleihung Betül Durmaz und drei weitere Vorbilder nachträglich für das Jahr 2020 ausgezeichnet.
2011 sollte sie zunächst den Quadriga-Preis erhalten, wegen der Auseinandersetzungen um die vorgesehene Verleihung auch an Wladimir Putin beschloss die Stiftung Werkstatt Deutschland jedoch, keinen der bereits vorgesehenen Preisträger auszuzeichnen.
Derzeit ist sie Schulleiterin der Montessori-Schule in Kleve.